# Vescomtat de Thouars
El vescomtat de Thouars fou una jurisdicció feudal d'Aquitània amb capital al castell de Thouars.
La successió de Thouars difereix de la general als comtats francesos: el germà petit succeïa al comte germà gran, però a la seva mort el poder retornava al fill del germà gran. Quan el vescomte moria els fills només es repartien el mobiliari i una provisió reduïda de 2/9 d'alguns immobles; quan hi havia filles el fill gran tenia 3/4 dels immobles incloent la casa pairal i l'altra quart estava reservat a les filles; els membres de la família, tot i no ser vescomtes efectius, eren anomenats "vescomte de Thouars" i utilitzaven arreu el títol.

## Història
Els vescomtes de Thouars eren encarregats de l'administració militar i judicial d'un territori per compte dels comtes de Poitou, i foren uns dels més antics vescomtes de França. La família, descendia de grans oficials carolingis i era originària de Poitiers on posseïa béns patrimonials; apareixen fent nombroses donacions a les abadies de Saint-Cyprien de Poitiers, Saint-Jouin de Marnes (15 km al sud de Thouars), Saint-Florent de Saumur i Sant Martí de Tours.
Inicialment els vescomtes van rebre molts beneficis dels comtes de Poitiers la major part eclesiàstics, i tenien possessions a Bressuire, Thénezay, La Roche sur Yon i al mateix Poitiers. Al seu torn infeudaven els seus beneficis a senyors menors com els d'Airvault, d'Argenton, de Bressuire i de Mauléon. Els vescomtes de Thouars tenien també diversos béns als països d'Herbauges i de Tiffauges.
El 956 Herbet I de Thouars es va casar amb Aldearda d'Aunay que fou famosa per la desgràcia que va patir vers el 980 quan descoberta en relacions amb el comte de Poitiers Guillem II Braç de Ferro, fou exposada a la venjança de la dona d'aquest Emma de Blois que va fer violar a la seva rival en un encontre preparat. Emma es va refugiar llavors al castell de Chinon, on va restar a l'espera que el seu marit li perdonés la seva acció.
A partir del final del segle X el poders locals van adquirir més força i els vescomtes van prendre distància dels comtes de Poitiers aprofitant els lligams establerts amb la poderosa nissaga d'Anjou; el 1030 el vescomte Jofre II va iniciar la lluita contra Guillem VI d'Aquitania i IV de Poitiers el Gros. Pel matrimoni de Jofre II (1015-1055) amb Agnès de Blois, van adquirir els territoris de les abadies de Bourgueil i de Marmoutier.
Aimerí, el fill de Jofre II va acompanyar a Guillem el Bastard duc de Normandia a la conquesta d'Anglaterra i va prendre part en la batalla de Hastings el 14 d'octubre de 1066.
Vers el 1100 es pot mesurar l'estesa del vescomtat pels feus que en depenien: Bressuire, Doué, Passavant, Argenton le Chateau, Airvault, La Foret sur Sevre, Montaigu, La Roche sur Yon, Tillé, Chateaumur, Pouzauges, Les Essarts, Lezay, Commequiers, i encara altres.

Com altres senyors del seu temps el vescomte va anar a Terra Santa a la Croada el 1098. Hi va tornar el 1102 amb el seu germà Jofre, acompanyant al duc Guillem IX d'Aquitània. La seva bandera era d'or amb flors de lliri d'atzur amb cantó de gules que van estar les ARMES de la casa de Thouars i les de la vila de Thouars. Va morir a Jaffa el 1104 i fou enterrat al costat de l'església de Sant Nicolau de Jaffa. Es va casar vers 1095 amb Agnès amb qui va tenir dos fills, Aimerí VI i Herbert.
Entre 1150 i 1230 els vescomtes van seguir la seva pròpia política equidistant entre el rei de França i els Plantagenets. Dos segles després fou el centre de les lluites de la guerra dels Cent Anys i la ciutat de Thouars fou conquerida pel Príncep Negre (el príncep de Gal·les hereu d'Anglaterra) i després per Bertran du Guesclin per compte del rei de França. El 1397 la darrera vescomtessa de la dinastia original va morir i el feu va passar per herència a la família d'Amboise.

## Llista de vescomtes
- abans de 876-903: Jofre I. Els seus successors Savari i Aimerí eren segurament fills o nebots seus.

- 903-929: Savarí I un fidel del comte de Poitou Ebles Manzer que apareix als placitums del comte (per exemple el 903) i va rebre la tutela de l'Abadia de Saint Maixent.

- 929-936: Aimerí I. Germà, advocat de l'abadia de Saint Maixent (que era molt rica). Casat amb Aremburga, dos fills: Savarí II i Aimerí II.

- 936-943: Savarí II. Fill; sense descendència.

- 943- vers 960: Aimerí II. Fill d'Aimeri I i germà de Savarí II. Fidel de Jofre I Grisegonelle comte d'Anjou, del que havia esdevingut vassall per béns a Chavagné prop del monestir de Saint Maixent, a Faye l'Abbesse (prop de Bressuire) i a Missé, al sud de Thouars. El 955 va donar terres a Faye l'Abbesse, en benefici de l'abadia de Saint Bonneval lès Thouars. Aimerí II es va scasar amb Alienor el 935, i foren els pares de Herbert I.

- vers 960-987: Herbert I. Fill. Jofre Grisegonelle, comte d'Anjou, era el sobirà feudal i protector d'Herbert i després del seu fill Aimerí III). Després de vers el 973, Jofre estava en possessió de les fortaleses de Loudun i Mirebeau i rodejava els dominis del vescomte de Thouars. Herbert es va casar el 956 amb Aldearda (o Hildegarda) filla de Cadeló, vescomte d'Aunay i de Senegunde de Marcillac. El 971, Aldearda va fiundar l'església d'Airvault, i va morir passat l'any 1000. Herbert i Aldearda van tenir diversos fills: Aimerí III, Savarí III, Raül I, Teobald o Tibald i Jofre o Godofreu.
- 987-997: Aimerí III. Fill de Herbert I i d'Aldearda (o Hildegarda) d'Aunay. Era vassall del comte de Poitiers i al mateix temps del comte d'Anjou Folc III Nerra. El 992 el vescomte va ajudar Folc contra els Bretons per la possessió del comtat de Nantes i especialment a la batalla de Conquereuil. Folc va confiar la regència de Nantes a Aimerí durant la minoria del comte Judicaël. El 994 Aimerí es va separar de l'aliança angevina i Folc va construir una fortalesa a Passavant per tenir-lo controlat. Es va casar amb Elvisa però no van tenir fills junt; Aimerí va tenir un fill natural, Haimó o Aimó de Dinan, nascut vers 975, qui fou senyor de Dinan, anomenat el Vescomte.

- 997-1004: Savarí III. Germà, casat dues vegades, la primera va tenir a Jofre II, i la segona a Hug (nascut vers 995). Es va apoderar d'un domini que pertanyia als Lusignan i va passar part del seu govern en lluita contra Hug IV de usignan, el seu veí.

- 1004-1015: Raül. Germà, el va succeir segons el costum. La seva dona es deia Aremburga (o Ascelina), i va tenir dos fills, Aimerí i Teobald o Tibald, i una filla Aldegarda, que es va casar amb Hug IV de Lusignan. El duc d'Aquitània i comte de Poitiers Guillem el Grand va seguir una política d'equilibri i fins i tot de duplicitat entre Raül i el senyor de Lusignan i així els va neutralitzar. Guillem va fer fracassar un matrimoni entre la filla de Raül i Hug IV de Lusignan i va proposar a aquest darrer casar-se amb la vídua Josselí I de Parthenay (que només tenia un fill de poca edat) que també va fer fracassar i va provocar la guerre entre Thouars i Lusignan que va tenir el suport del duc d'Aquitània. Raül va morir a finals de 1014 mentre assolava les terres dels Lusignan.

- 1015-1055: Jofre II. Fill de Savarí III, casat amb Agnès de Blois, filla d'Eudes I de Blois i de Berta de Borgonya.

- 1055-1093: Aimerí IV. Fill, casat amb Aregarda, filla de Jofre de Mauléon i germana de Raül de Mauléon; en segones noces es va casar amb Amelina.

- 1093-1104: Herbert II. Fill (amb Amelina), mort durant la Primera Croada a Jaffa (Palestina) el 1104. El 10 de febrer de 1096, el bisbe de Poitiers, Pere, va restaurar l'abadia d'Airvault, amb l'acord de Herbert de Thouars. El 7 de desembre de 1099 la família va dedicar l'església de Sant Nicolau de la Chaise, que havia començat el seu pare però que va acabar Herbert; al seu costat el seu germà Jofre de mal nom Tiffauges, sa germana Hildegarda (esposa d'Hug de Lusignan), i el seu oncle Raül de Mauléon.
- 1104-1123: Jofre III. Germà, casat el 1094 amb Amelina.

- 1123-1127: Aimerí V. Fill, casat amb Agnès filla de Guillem IX d'Aquitània i VII de Poitiers.

- 1127-1139: Aimerí VI. Fill de Herbert II, casat amb Matilde d'Aquitània.

- 1139-1151: Guillem I. Fill d'Aimerí V.

- 1151-1173: Jofre IV. Germà, casat amb Amada de Lusignan, filla d'Hug VII l'Ós i de Sarrassina. Un dels seus fills, Guiu de Thouars es va casar amb Constança de Bretanya.

- 1173-1226: Aimerí VII. Fill, casat amb Agnès de Laval, filla del baró Guiu V de Laval i d'Agata; en segones noces amb Maria.

- 1226-1229: Hug I. Germà, casat amb Margarita de Vihiers.

- 1229-1233: Ramon I. Germà d'Aimery VII i d'Hugues I.

- 1233-1242: Guiu I. Fill d'Aimerí VII, casat amb Alix de Mauléon, filla de Savarí I de Mauléon i de Belleassez de Pareds senyora de Pouzauges.

- 1242-1246: Aimerí VIII. Germà, casat amb Beatriu de Machecoul, senyora de Machecoul i de La Roche-sur-Yon (vídua de Guillem de Mauléon senyor de Talmond).

- 1246-1256: Aimerí IX. Fill de Guiu I, casat amb Margarita de Lusignan, vídua de Ramon VII comte de Tolosa.

- 1256-1269: Renald de Thouars. Germà, casat amb Alienor de Soissons.

- 1269-1274: Savarí IV. Germa, casat amb Agnès de Pons.

- 1274-1308: Guiu II. Fill d'Aimerí IX, casat amb Margarita de Brienne.

- 1308-1332: Joan I. Fill, casat amb Blanca de Brabant.

- 1332-1333: Hug II. Germà, casat amb Joana de Beaucay.

- 1333-1370: Lluís I. Fill de Joan I, casat amb Joana de Dreux, filla de Joan de Dreux i de Peronella de Sully; casat en segones noces amb Isabel d'Avaugour vídua de Jofre VIII senyor de Chateaubriand.

- 1370-1397: Peronella de Thouars, filla de l'anterior, casada amb Amauri IV de Craon; a la mort d'Amauri el 1376 es va casar en segones noces amb Tristan Rouault de Boisménard.

Amb ella es va extingir la primera dinastia de Thouars que havia governat més de cinc segles.

### Casa d'Amboise
A la mort de Peronella de Craon la seva germana Isabel (vídua de Guiu de Nesle senyor de Mello i mariscal de França) estava casada amb Ingelger I d'Amboise i de Berrie amb el que va tenir dos fills, Pere i Ingelger, i dues filles; l'herència corresponia al fill gran Pere d'Amboise.
- 1397-1426: Pere II d'Amboise. Net de Lluís I de Thouars, casat amb Joana de Rohan i després amb Anna (Isabel) de Goyon.

- 1426-1469: Lluís d'Amboise. Net d'Isabel i Ingelgerm, fill d'Ingelger II senyor de Rochecorbon i de Joana de Craon. A la mort de son oncle Pere II d'Amboise va esdevenir vescomte de Thouars, senyor d'Amboise, de Bléré i de Montrichard, comte de Guines, senyor de Talmond, Marans, de l'Illa de Ré, etc. casat amb Marie de Rieux filla de Joan III senyor de Rieux i de Rochefort i de Beatriu de Montauban.

El mars de 1468 Francesca d'Amboise (segona filla de Lluís d'Amboise, però l'única viva) es va fer religiosa carmelita i va cedir tots els seus drets al seu nebot Lluís de la Trémoïlle fill de sa germana difunta Margarita.

### Casa de França
El 1469 el rei Lluís XI va decidir ignorar els drets de Lluís de la Trémoille i va concedir el vescomtat de Thouars a la seva filla Anna que estava promesa aleshores amb Nicolau d'Anjou.
- 1469-1472: Anna de França i Nicolau d'Anjou. Nicolau va trair al rei de França i es va aliar al duc de Borgonya, però va morir amb 25 ans el 1473 i Lluís XI va recuperar el vescomtat.

- 1472-1483: Lluis XI, rei de France el va tenir als dominis reials per un temps fins que va decidir retornar el vescomtat a Lluís de la Trémoïlle; el rei va morir el 30 d'agost de 1483 quan encara no s'havia fet efectiva la restitució però ja estava decretada.

### Casa de la Trémoille
- 1483-1525: Lluís II. Net de Lluís d'Amboise (del que era la tercera filla) i fill de Margarita i de Lluís I de la Trémouille (casats el 1445). Va rebre els drets de la seva tia Francesca. Fou també príncep de Talmont, comte de Guînes i de Bénon, baró de Sully, de Craon, de Montagu, de Mauléon i de l'Ile-Bouchard, senyor de l'Illa de Ré, de Rochefort i de Marans, i primer camarlenc del roi. Casat el 28 de juliol de 1484 amb Gabriela de Borbó-Montpensier.

- 1525-1541: Francesc. Net (fill de Carles de la Trémoille mort el 1515 a la batalla de Marignan, i de Lluïsa de Coëtivy). Casat el 23 de gener de 1521 amb Anna de Laval filla de Guiu XVI de Laval, comte de Laval i de Carlota d'Aragó-Nàpols.

## Ducs de Thouars

### Casa de la Trémouille
- 1541-1577: Lluís III. Fill. Casat el 1545 amb Joana de Montmorency. Lluís III va participar en les guerres de religió i en recompensa el rei Carles IX de França va elevar el vescomtat de Thouars a ducat el juliol de 1563. Així Lluís III fou vescomte de 1541 a 1563 i duc de 1563 a 1577.

- 1577-1604: Claudi. Fill, casat el 1598 amb Carlota-Brabantina d'Orange-Nassau.

- 1604-1674: Enric III de La Trémoïlle. Fill, casat el 1619 amb Marie de La Tour d'Auvergne.

- 1674-1709: Carles III Bèlgica-Holanda. Net (fill d'Enric Carles, mort el 1672). Casat el 1675 amb Magdalena de Créquy.

- 1709-1719: Carles IV Lluís Bretanya. Fill, casat el 1706 amb Maria Magdalena Motier de La Fayette.

- 1719-1741: Carles V Armand Renat. Fill. Casat el 1725 amb Maria Hortènsia de La Tour d'Auvergne.

- 1741-1792: Carles Joan Bretanya Godofreu. Fill, casat el 1751 amb Maria Genoveva de Durfort i el 1763 amb Maria Maximiliana de Salm-Kyrburg.

## Títol de cortesia
- 1792-1839: Carles Bretanya Maria. Fill, casat el 1781 amb Lluïsa Manel·la de Châtillon i el 1830 amb Valentina Eugènia Josefina Walsh de Serrant.

- 1839-1911: LLuís IV Carles. Fill, casat amb Margarita Tanneguy de Duchâtel.

- 1911-1921: Lluís V Carles. Fill, casat el 1892 amb Elena Maria Leònia Pillet-Will.

- 1921-1933: Lluís VI Joan. Fill, sense posterioritat.

Lluís Joan Maria de La Trémoille, dotzè i darrer duc de La Trémoïlle Thouars va morir en un incendi a Angleterre i fou enterrat el 1933 a la Capella del castell de Thouars.